# Cartoon Network Latin-Amerika
A Cartoon Network Latin-Amerika (spanyolul: Cartoon Network Latinoamérica, portugálul: Cartoon Network América Latina) a Cartoon Network rajzfilmadó latin-amerikai adásváltozata. 1993. április 30-án kezdett sugározni, akkor még az egyetlen helyi gyerektévéként. A csatorna Latin-Amerikában érhető el spanyolul és portugálul, négyféle adásváltozatban. Itt csak 2012 szeptemberében lépett életbe a „Check it.” arculat.
A műsorok szinkronjai különböznek a szintén spanyolul is sugárzó Cartoon Network Spanyolország spanyol nyelvű szinkronjaitól.

## Jelmondatok

### Spanyol
- Aquí hablamos caricatoon (1993–1995)
- El mejor lugar para cartoons (1995–2004)
- Sabemos lo que de verdad te gusta (2005–2008)
- Hacemos lo que queremos (2008–2010)
- Sólo los mejores personajes (2010–2012)

### Portugál
- O melhor lugar para cartoons (1995–2004)
- Saber o que você realmente gosta (2005–2008)
- A gente faz o que quer (2008–2010)
- Só os melhores personagens (2010. óta)

## Műsorblokkok
- Mi Pequeño Mundo / Mundo Pequenino (1997-2006) - egy műsorblokk a kisgyerekek, vetítte rajzfilmek mint Pingu, Franklin, Kipper, Arthur, Dragon Tales, The Triplets, The Little Lulu Show, Caillou, Miss Spider és a Napsugár rét lakói, Max és Ruby, Pecola, Miffy és barátai, Tappancsmesék, The Babaloos, Barney, Towser, Spider!, Old Bear Stories, Anytime Tales és Peppa malac.

## Logó

Az első logó 1993. és 2004. december 31-e között.
A második logó 2005. és 2010. augusztus 5-e között, valamint egész 2011-ben. A képernyő jobb alsó sarkában található.
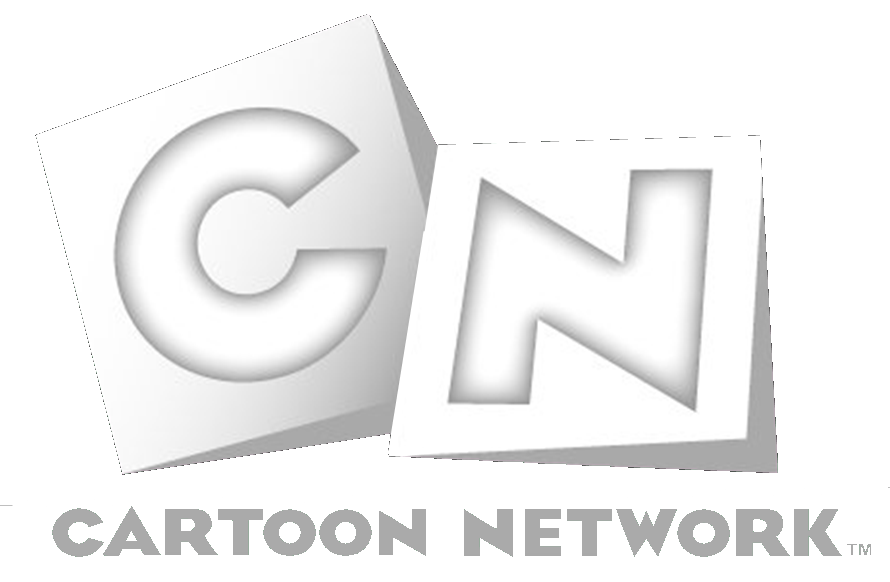
A második logó változata 2010. augusztus 6-ától 2010 szilveszteréig. A jobb alsó sarokban található.
A harmadik logó 2012. január 1-jétől. A jobb alsó sarokban található.
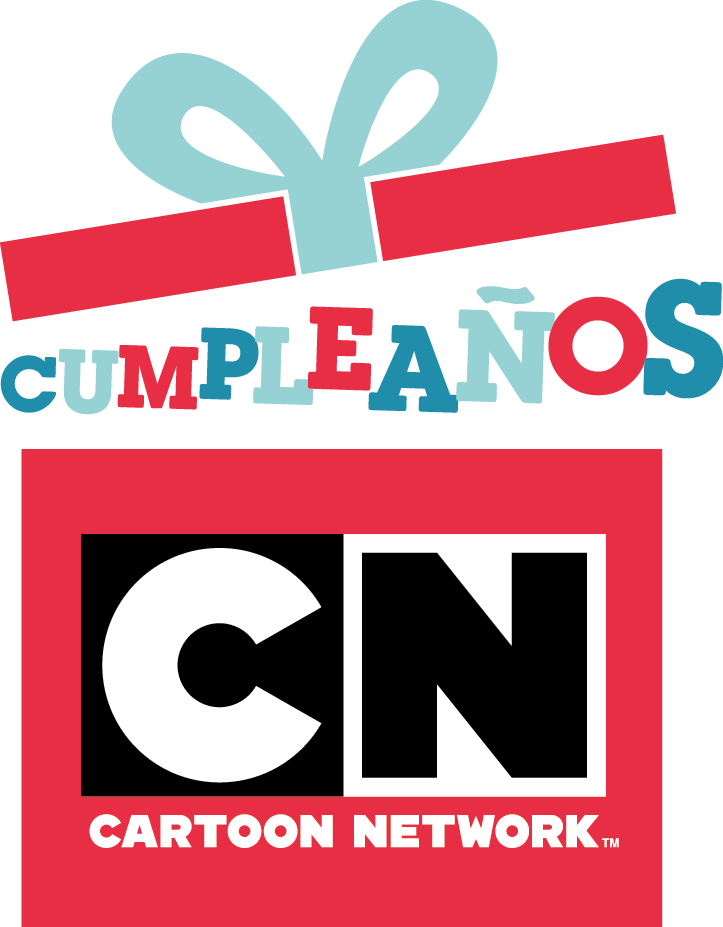
A 20. születésnap alkalmából használt logó 2013 áprilisában.